# Episodi di Stalk (prima stagione)
La prima stagione della serie televisiva francese Stalk, composta da 10 episodi, è stata distribuita sulla piattaforma online France.tv Slash il 13 marzo 2020. In Italia la serie è stata distribuita su RaiPlay (con la collaborazione di GA&A Productions) in tre appuntamenti settimanali, dal 28 ottobre all'11 novembre 2020.
| nº | Titolo originale       | Titolo italiano              | Pubblicazione Francia | Pubblicazione Italia |
| -- | ---------------------- | ---------------------------- | --------------------- | -------------------- |
| 1  | WEI                    | La giungla delle matricole   | 13 marzo 2020         | 28 ottobre 2020      |
| 2  | Let's stalk            | Che lo stalking abbia inizio | 13 marzo 2020         | 28 ottobre 2020      |
| 3  | Xmas party             | Un invito al Christmas Party | 13 marzo 2020         | 28 ottobre 2020      |
| 4  | Fifty shades of stalk  | Cinquanta sfumature di stalk | 13 marzo 2020         | 4 novembre 2020      |
| 5  | Stalke-moi             | Spiami                       | 13 marzo 2020         | 4 novembre 2020      |
| 6  | Le Mème parfait        | Il meme perfetto             | 13 marzo 2020         | 4 novembre 2020      |
| 7  | To stalk, stalk, stalk | Stalk, stalk, stalk          | 13 marzo 2020         | 11 novembre 2020     |
| 8  | It girl                | Influencer                   | 13 marzo 2020         | 11 novembre 2020     |
| 9  | Ensi is watching you   | ENSI ti teniamo d'occhio     | 13 marzo 2020         | 11 novembre 2020     |
| 10 | Stalk of shame         | Cacciatori di stalker        | 13 marzo 2020         | 11 novembre 2020     |

## La giungla delle matricole
- Titolo originale: WEI
- Diretto da: Simon Bouisson
- Scritto da: Simon Bouisson e Jean-Charles Paugam
- Durata: 19 minuti

Lucas è un ragazzo che frequenta la Scuola Nazionale di Scienze Informatiche (ENSI), una delle migliori università del mondo, grazie a una borsa di studio conferitagli per le sue notevoli capacità. Insieme alle altre matricole, Lucas subisce dei soprusi da parte degli studenti più grandi, guidati da Alex. Un giorno, Lucas scopre che questi hanno pubblicato online un video in cui è in evidente stato confusionale e viene pesantemente umiliato, e decide di vendicarsi. La sera dopo aver risolto brillantemente un quesito del professore Abel Herzig (noto perché in passato ha hackerato la City Bank), Lucas hackera il computer di Alex e dalla webcam lo vede mentre tradisce la sua fidanzata Margot con Alma, che è la migliore amica di Margot e della quale lo stesso Lucas è innamorato.

## Che lo stalking abbia inizio
- Titolo originale: Let's stalk
- Diretto da: Simon Bouisson
- Scritto da: Simon Bouisson e Jean-Charles Paugam
- Durata: 18 minuti

Lucas decide non di rovinare la vita di Alex, ma di rubargliela. Un giorno Alex, venuto a sapere che Lucas è stata la prima matricola in quattro anni a risolvere il test di Herzig, lo invita dai suoi amici: gli chiedono di creare un'applicazione per gli studenti che centralizzi tutti i corsi, che chiameranno Alexandria (come l'omonima biblioteca) e che vorrebbero fosse open source; Lucas li convince a lasciarlo codificare l'app. Con l'aggiornamento, egli ha accesso al loro microfono, alla fotocamera e anche a quella frontale, per tutto il tempo.
- Altri interpreti: Carine Bouquillon (madre di Alma), Sidonie Fagoo (sorella di Alma).

## Un invito al Christmas Party
- Titolo originale: Xmas party
- Diretto da: Simon Bouisson
- Scritto da: Simon Bouisson e Jean-Charles Paugam
- Durata: 21 minuti

Lucas scopre che Alex e i suoi amici stanno utilizzando l'app (il cui codice sorgente è stato totalmente modificato da Samir) con uno spacciatore di 3-MMC: il piano di Alex consiste nell'acquistare la sostanza all'ingrosso e rivenderla tramite l'app per guadagnarci su. Lucas recupera le scorte di droga nascoste in un birrificio in disuso e le getta in un cassonetto dell'immondizia. Il giorno dopo, Lucas restituisce ad Alma un album di David Bowie al quale era molto legata (apparteneva a suo padre) e che aveva venduto perché le servivano soldi. Alex, Samir e Lolo scoprono che la droga è sparita, e gli ultimi due pretendono di riavere i soldi pensando che Alex voglia tradirli. Lucas, dopo aver ascoltato una conversazione tra Alma e Margot in cui la seconda le consiglia di pensare a se stessa e lasciarsi andare col ragazzo con cui si vede (non sa che si tratta di Alex), invia ad Alma la registrazione di lei e Alex mentre fanno sesso; Alma chiama subito Alex e gli dice di non volerlo più vedere perché non vuole ferire Margot. Quella sera, Lucas incontra Alma e cerca di consolarla, e il mattino seguente ottiene da Samir e Lolo un invito al Christmas Party, l'incontro annuale dell'associazione studentesca. Alla festa, Lucas prova a baciare Alma, che però non se la sente. Quando alcuni studenti lo deridono, Lucas se ne va.
- Altri interpreti: Abel Carrière (Noé), Nicolas Bourgasser (cliente del club).

## Cinquanta sfumature di stalk
- Titolo originale: Fifty shades of stalk
- Diretto da: Simon Bouisson
- Scritto da: Simon Bouisson e Jean-Charles Paugam
- Durata: 22 minuti

Lucas carica online il video di un incontro intimo finito male di Noé, dal quale era stato preso in giro al Christmas Party. Alex mostra a Lucas un modulo d'ordine che Samir ha inserito di nascosto nell'app, che ammette essere usata come piattaforma di scambio per la droga sintetica 3-MMC: ritiene che sia stato Samir a rubare la droga e a incolparlo; dato che Alex non fa più parte del gruppo, gli chiede di tenere d'occhio Samir per lui, controllando Alexandria e fancendogli sapere quando c'è un ordine, rimarcando il fatto che alla polizia basterebbe sapere che è stato lui a sviluppare l'app per incriminarlo. Lucas fa in modo che la domanda di ammissione di Alma per l'Università McGill di Montréal venga respinta inviando alla professoressa d'inglese Blanchard un video in cui Alma la insulta. La ragazza, presa dallo sconforto, si precipita fra le sue braccia. Alex intuisce che è stato Lucas a inviare il video suo e di Alma a quest'ultima, e a caricare online quello di Noé; tenta di aggredire Lucas, ma viene fermato da Samir e Lolo, ai quali dice di non lasciarsi manipolare. Un'azione incauta di Lucas porta Alma a sospettare di lui e ad accusarlo di aver spiato non solo lei, ma anche altre persone come Alex, che lei crede gli abbia dato un lavoro per senso di colpa. Allora Lucas le rivela che Alexandria serve in realtà per spacciare droga, che ha rubato. Alma lo manda comunque a quel paese e si allontana.
- Altri interpreti: Abel Carrière (Noé), Kameliya Afshari (studentessa).

## Spiami
- Titolo originale: Stalke-moi
- Diretto da: Simon Bouisson
- Scritto da: Simon Bouisson e Jean-Charles Paugam
- Durata: 18 minuti

Lucas ascolta una conversazione tra Alma e Alex in cui la prima gli rivela che è stato lui a portare via la 3-MMC, e in cui rifiuta le avances di Alex ammettendo indirettamente di provare interesse per Lucas. Quest'ultimo invia all'ENSI un video di Alex e una studentessa mentre parlano della droga. Herzig è alla ricerca dello stalker del campus e interroga a uno a uno i suoi studenti: quando è il turno di Lucas, vuole fargli ammettere le sue colpe, senza successo. Lucas mette all'angolo Herzig avendo scoperto che è un black hat, cioè un hacker criminale che ha piratato oltre cinquecento conti correnti rubando un milione di euro. Alma, consapevole che Lucas la sta spiando, si fa vedere mentre si tocca. Lucas riceve poi un messaggio da Alex, il quale lo minaccia di dire ad Alma che le ha impedito di partire per Montréal.
- Altri interpreti: Cypriane Gardin (studentessa col piercing), Sarah Gevart (cliente di Herzig).

## Il meme perfetto
- Titolo originale: Le Mème parfait
- Diretto da: Simon Bouisson
- Scritto da: Simon Bouisson e Jean-Charles Paugam
- Durata: 24 minuti

Lucas scopre da Margot (che è stata lasciata da Alex) che Alma se n'è andata di casa e ora sta da lei. Lucas incontra Alex (cacciato dall'ENSI), il quale lo obbliga a confessare a Samir e Lolo che è stato lui ad aver rubato la droga, venendo picchiato e costretto a ricattare gli studenti per riottenere i soldi. Herzig annuncia che non sarà più insegnante perché è diventato il nuovo preside (quello precedente è stato licenziato a causa dello stalker, e ora l'ENSI non ha più sponsor). Lucas va da Alma, che gli cura le ferite e gli confessa che desiderava andare a Montréal soprattutto per rivedere suo padre Bilal, che se ne andò di casa quando lei aveva dieci anni; Lucas le promette che l'aiuterà a partire. Lucas accetta di stalkerare il campus a due condizioni: vuole la sua parte, e non verrà pubblicato alcun video per non distruggere la vita di altre persone. Viene deciso di usare un meme modificando il file EXIF per entrare nel telefono e installando una backdoor per avere accesso a fotocamera e microfono; il meme scelto è una parte del video in cui Lucas viene umiliato.
- Altri interpreti: Zoé Héran (Zoé), Anna-Meï Fabre (June).

## Stalk, stalk, stalk
- Titolo originale: To stalk, stalk, stalk
- Diretto da: Simon Bouisson
- Scritto da: Simon Bouisson e Jean-Charles Paugam
- Durata: 21 minuti

Alex viene riammesso da Herzig: il padre ha staccato un assegno all'ENSI e ora finanzia la scuola, perciò non potevano rifiutarsi. Lucas non trova informazioni compromettenti sugli altri studenti, così Alex gli impone di ricattarli, con un bitcoin per i depositi. Durante una serata in discoteca, Alma viene stordita e quasi violentata da un ragazzo, ma Lucas la porta via in tempo. Alex decide di ricattare gli studenti minacciando di rovinare la loro reputazione: il piano funziona, e in poco tempo il gruppo racimola 0,52 bitcoin equivalenti a 2500 euro. Tuttavia William, il capitano della squadra di pallamano, filmato mentre annusa i boxer di un altro giocatore, rifiuta il ricatto. Alex, Samir e Lolo, andando contro le condizioni volute da Lucas, scelgono di alzare la posta in gioco e inviare il video di William anche agli altri giocatori.
- Altri interpreti: Zoé Héran (Zoé), Anna-Meï Fabre (June), Adèle Choubard (Lisa), Rui-Mickaël Dias (ragazzo alla discoteca).

## Influencer
- Titolo originale: It girl
- Diretto da: Simon Bouisson
- Scritto da: Simon Bouisson e Jean-Charles Paugam
- Durata: 25 minuti

Alma mostra a Lucas, Alex, Samir e Lolo un video di un'amica di Margot, l'influencer June, la quale ha postato un video in cui si dice stanca della sua vita sui social, grazie al quale ha guadagnato migliaia di follower: la verità è che ha appena firmato un grosso contratto con un'importante azienda di cosmetici, e se venisse ricattata li pagherà per non passare per ipocrita e di conseguenza perdere i suoi follower. Lucas rifiuta di far parte di questo piano, così Alex lo convince dopo aver minacciato di pubblicare online il video in cui Alma (filmata di nascosto) parla del suo piano. Alma chiede a Lucas di insegnarle lo stalking per usarlo contro June. Lucas scopre che il video di William è stato postato online diventando il più visto del campus, quindi affronta Alex, dal quale si fa promettere che June sarà l'ultima ad essere ricattata. Alma riesce a far breccia nell'emotività di June, la quale le confessa che il video in cui rivelava di essere stufa di Instagram era reale, ma quando ha iniziato a girare non ha potuto fare a meno di firmare con un grosso marchio, e ora sente di mentire ai suoi follower, mentre prima lo credeva e basta. Alma confessa a Lucas di essersi pentita di aver usato June, verso la quale ora prova simpatia. La loro conversazione viene interrotta dalla scoperta di un video postato da William in cui quest'ultimo tenta il suicidio.
- Altri interpreti: Zoé Héran (Zoé), Anna-Meï Fabre (June), Lucas Mortier (William).

## ENSI ti teniamo d'occhio
- Titolo originale: Ensi is watching you
- Diretto da: Simon Bouisson
- Scritto da: Simon Bouisson e Jean-Charles Paugam
- Durata: 19 minuti

Alma chiede a Lucas di fermare Alex. Lucas scopre che gli studenti indossano delle magliette in onore di William (che è sopravvissuto), inoltre la scuola è sorvegliata da alcuni poliziotti. Herzig parla con Lucas riguardo all'attività di Alex, e gli concede un giorno per risolvere la questione, inoltre minaccia di denunciarlo se il video che riguarda la sua attività di black hat dovesse essere pubblicato. June pubblica un video in cui ammette di aver pagato lo stalker, e in cui afferma di crede che Alma sia la sua complice. Lucas scopre da Alex che adesso Alma si è nascosta a casa sua. Alex vuole allargare l'area di influenza controllando tutti i telefoni della città grazie al meme. Lucas è sconvolto, e decide di connettersi al server del suo telefono per riprenderlo mentre parla dei suoi loschi affari. Alma chiama Lucas, dicendogli che nonostante disprezzi Alex e il suo pericoloso comportamento, non ha altra scelta che rimanere da lui, non potendo farsi viva al campus, dove Lucas alloggia. Lucas consegna a Herzig il suo video e gli chiede aiuto per hackerare il cloud di Alex: la cosa più semplice sarebbe mettere le mani sulla chiave di un addetto all'assistenza tecnica. Lucas riesce a estrarre la chiave di Julien, un tempo superiore di Herzig, si connette alla sua A.P.I. e accede al cellulare di Alex. Lucas vede Alex mentre rivela ad Alma che è stato proprio lui a impedirle di partire per Montréal. Alma è disgustata da entrambi e fa per andarsene, ma Alex la trattiene con la forza.
- Altri interpreti: Zoé Héran (Zoé), Anna-Meï Fabre (June), Christopher Fataki (aggressore).

## Cacciatori di stalker
- Titolo originale: Stalk of shame
- Diretto da: Simon Bouisson
- Scritto da: Simon Bouisson e Jean-Charles Paugam
- Durata: 22 minuti

Alex chiama Lucas e gli dice che o gli insegna a fare tutto senza di lui, o scaricherà Alma in mezzo al campus, nelle mani dei black bloc. Il mattino seguente, Lucas scopre che la scuola è momentaneamente chiusa dopo l'aggressione dei black bloc della sera precedente. Herzig incalza Lucas perché ha bisogno di risposte da dare alla polizia, e gli dice di fare in modo che Alex si autodistrugga. Lucas mostra ad Alex e Lolo un software con cui possono accedere agli indirizzi IP e gran parte telecamere della zona; in cambio, Samir lascia andare Alma. Lucas mette su un gruppo (che comprende tra gli altri Margot, June e gli amici Felix e Zoé) con cui controlla ogni connessione del meme infetto. June pubblica in video in cui Alma, inaspettatamente, afferma di non avere a che fare con lo stalker. Il gruppo geolocalizza la posizione di Alex, Samir e Lolo: il programma che Lucas gli aveva dato era un falso; le webcam che hanno visto sono state lanciate dal server che ha hackerato, collegato allo stesso falso che Lucas ha usato per pedinare June e gli altri; quando Alex ha lanciato il programma, hanno tracciato il suo indirizzo IP, quindi la polizia lo rintraccerà molto facilmente. Inoltre, Lucas inserisce i video hackerati nel cloud di Alex.
Passa l'estate. Lucas, poco prima che Alma parta per Montréal, le chiede perdono per le sue azioni, e le rivela che Alex è stato condannato a due anni di prigione, mentre Samir e Lolo sono stati risparmiati perché hanno aiutato la polizia a prenderlo; inoltre, lui e Felix hanno fondato un'associazione chiamata Cacciatori di stalker. Alma e Lucas si salutano serenamente. La sera stessa, mentre Lucas è al computer, la sua webcam si accende "da sola", segno che probabilmente ora è lui a essere spiato.
- Altri interpreti: Zoé Héran (Zoé), Anna-Meï Fabre (June).